# Réserve naturelle de la mangrove de Shankou
La réserve naturelle de la mangrove de Shankou est une réserve de biosphère située dans la région autonome du Guangxi en Chine. Elle a été reconnu comme réserve de biosphère en 2000 et site Ramsar en 2002.